# Léon Gautier
Léon Gautier (Le Havre, 8 agosto 1832 – Parigi, 25 agosto 1897) è stato uno storico della letteratura, paleografo e archivista francese.

## Biografia
Nacque a Le Havre, in Francia. Fu educato presso l'Ecole des Chartes, e successivamente fu capo degli archivi del dipartimento di Alta Marna (1856) e presso l'archivio imperiale di Parigi (1859). Nel 1874 diviene professore di paleografia presso l'École des Chartes. Fu eletto membro dell'Académie des inscriptions et belles-lettres nel 1887 e divenne capo della sezione storica degli archivi nazionali parigini nel 1893.
Gautier divenne famoso per il suo studio sulla letteratura francese, la sua opera più importante era in tema medievale avente come introduzione un tratto dell'opera Chanson de Roland, e Les Épopées françaises (3 volumi, 1866 -1867, seconda edizione, 5 volumi, 1878-1897, compresa Bibliographie des chansons de geste).

## Opere
- Œuvres poétiques d'Adam de Saint-Victor (1858/59)
- Les Épopées françaises (1865/68)
- La Chanson de Roland (edizione critica, 1872)
- Portraits contemporains et questions actuelles (1873)
- La Chevalerie (1884)
- Histoire de la poésie liturgique au Moyen Âge: les tropes (1886)
- Portraits du XIXe siècle I. Poètes et romanciers, (1894/95)
- Portraits du XIXe siècle. Historiens et critiques, (1894/95)
- Portraits du XIXe siècle. Nos adversaires et nos amis, (1894/95)
- Bibliographie des chansons de geste (1897).[1]